# Mayim Bialik
Mayim Hoya Bialik (San Diego, 12 de dezembro de 1975) é uma atriz, autora e neurocientista norte-americana mais conhecida por suas interpretações em Beaches, Blossom e The Big Bang Theory.

## Biografia
Mayim é judia ortodoxa-moderna. Seu primeiro nome significa "água" em hebraico. Foi aceita em Harvard e Yale, mas recusou para entrar na UCLA, onde recebeu doutorado em neurociência em 2008.
Seus avós eram refugiados europeus do Holocausto, imigrantes da Polônia e Tchecoslováquia / Hungria. Bialik foi criada no judaísmo reformista.
De acordo com uma entrevista de 2009, seu bisavô era sobrinho de Chaim Nachman Bialik, um poeta russo, que se mudou para Tel Aviv em 1920 e que hoje é considerado o poeta nacional de Israel.

## Carreira
Ficou conhecida por interpretar Blossom Russo na série Blossom, produzida pela NBC na década de 90. Após terminar esta série, ela sumiu dos holofotes e se dedicou à sua carreira pessoal. Tornou-se Ph.D. em neurociência pela UCLA.
Ela não deixou de atuar desde que se formou, mas nada tão expressivo quanto Blossom. Uma das aparições mais recentes foi na série Fat Actress com Kirstie Alley, interpretando a vizinha da própria Kristie.
Ela já foi escolhida para fazer uma transformação no programa de TV americano What Not to Wear (Esquadrão da Moda). Mayim participou de The Big Bang Theory, interpretando Amy Farrah Fowler desde a quarta temporada, trabalho pelo qual foi indicada ao Emmy de melhor atriz coadjuvante.

## Acidente
Em 2012, a atriz sofreu um sério acidente automobilístico, no qual sofreu danos em sua mão, precisando fazer uma cirurgia. Mayim relata que até a realização de sua cirurgia, 6 horas depois do acidente, lidou com a dor sem medicação, apenas com técnicas para aliviar a dor do parto. Jornalistas relataram que ela esteve perto de perder um dos dedos, e ela desmentiu a informação. Poucos dias depois, Mayim postou em seu Twitter (com seu então marido digitando) que já estava se recuperando e não teve que amputar nenhum de seus dedos da mão. A atriz também declarou que recebeu muito carinho do elenco de The Big Bang Theory.

## Vida pessoal
Foi casada com Michael Stone e teve dois filhos: Miles, e outro três anos depois com o nome de Frederick. Eles entraram em divórcio em novembro de 2012 alegando diferenças irreconciliáveis.
Toca piano, trompete, contrabaixo, assim como a harpa que ela aprendeu a tocar para The Big Bang Theory. É uma dançarina realizada. Em "Blossom" (1990)  teve aulas entre os intervalos na época das filmagens.
É defensora dos direitos dos animais. Adotou uma baleia, um lobo e um peixe-boi. Segue uma dieta vegana (sem produtos de origem animal de qualquer espécie).

## Filmografia

### Filme
| Ano  | Título                         | Papel              | Nota           |
| ---- | ------------------------------ | ------------------ | -------------- |
| 1988 | Pumpkinhead                    | Wallace Kid        |                |
| 1988 | Beaches                        | Cc - (com 12 anos) |                |
| 1989 | Michael Jackson: Liberian Girl |                    | Curta-metragem |
| 1994 | Don't Drink the Water          | Susan Hollander    |                |
| 2006 | Kalamazoo?                     | Maggie Goldman     |                |
| 2011 | The Chicago 8                  | Nancy Kurshan      |                |

### Televisão

#### Série
| Ano             | Título              | Papel             | Nota                                                                               |
| --------------- | ------------------- | ----------------- | ---------------------------------------------------------------------------------- |
| 1989-90         | MacGyver            | Lisa Woodman      | Papel recorrente (temporadas 5 e 6)                                                |
| 1990            | Blossom             | Blossom Russo     | 114 episódios, 1990-1995                                                           |
| 2010            | The Big Bang Theory | Amy Farrah Fowler | Papel principal entre 2010-2019                                                    |
| 2020, 2022      | Young Sheldon       | Amy Farrah Fowler | Voz, nos episódios "Graduation" e "A Suitcase Full of Cash and a Yellow Clown Car" |
| 2021 - presente | Call me Kat         | Kat               | Papel principal e produtora executiva                                              |

##### Participação
| Ano           | Título                                                                      | Papel                       | Temporada - Episódio                 | Nota                     |
| ------------- | --------------------------------------------------------------------------- | --------------------------- | ------------------------------------ | ------------------------ |
| 1987          | Beauty and the Beast                                                        | Ellie                       | 1ª - 4                               | No Episódio: No Way Down |
|               | The Facts of Life                                                           | Jennifer Cole               | 9ª - 23 e 24                         |                          |
| 1988          | Webster                                                                     | Frieda                      | 5ª - 14 / 6ª - 5, 9, 17, 19, 20 e 21 |                          |
| 1990          | Murphy Brown                                                                | Natalie                     | 2ª - 16                              |                          |
| 1990          | Molloy                                                                      | Molloy Martin               | 1ª - 1 ao 7                          |                          |
| 1990          | Doogie Howser, M.D.                                                         | Candace                     | 2ª - 3                               |                          |
| 1990          | MacGyver                                                                    | Lisa Woodman                | 5ª - 14 e 19 / 6ª - 4                |                          |
| 1990          | Empty Nest                                                                  | Laurie Kincaid              | 2ª - 8 / 3ª - 11                     |                          |
| 1993          | The Hidden Room                                                             | Jillie                      | 2ª - 6                               |                          |
| 1995          | The John Larroquette Show                                                   | Rachel                      | 2ª - 8 e 21 / 3ª - 3                 |                          |
| 1997          | Extreme Ghostbusters                                                        | Garota no futuro            | 1ª - 18                              |                          |
| 1998          | Welcome to Paradox                                                          | Rita                        | 1ª - 7                               |                          |
| 2003          | 7th Heaven                                                                  | Cathy                       | 7ª - 20                              |                          |
| 2005          | Curb Your Enthusiasm                                                        | Jodi Funkhouser             | 5ª - 2 / 6ª - 3 e 7                  |                          |
| 2009          | Bones'                                                                      | No episódio: Chili de Carne |                                      |                          |
| 2009          | Genie Gormon                                                                | 4ª - 19                     |                                      |                          |
| 2009          | Saving Grace                                                                | Esther Weinstein            | 3ª - 5                               |                          |
| 2010          | Til Death                                                                   | Dra. Bialik                 | 4ª - 13, 19 e 32                     |                          |
| 2010          | ACME Saturday Night                                                         | Guest host                  | 2ª - 12                              |                          |
| 2010          | The Secret Life of the American Teenager                                    | Dra. Wilameena Bink         | 6ª - 13, 16, 18 e 19 / 3ª - 13       |                          |
| 2010          | What Not to Wear U.S.A.                                                     | Ela mesma                   | 7ª - 1                               |                          |
| 2013          | Untitled Web Series About a Space Traveler Who Can Also Travel Through Time | BOOTH                       | 1ª - 7                               |                          |
| 2014-presente | Candid Camera                                                               | Ela mesma                   |                                      |                          |

#### Telefilme
| Ano  | Título                              | Papel          | Nota |
| ---- | ----------------------------------- | -------------- | ---- |
| 1992 | The Kingdom Chums: Original Top Ten | Petey          |      |
| 2014 | Stan Lee's Mighty 7                 | Lady Lightning | voz  |

## Voz
| Ano  | Título                             | Papel                      | Temporada - Episódio      | Nota                                        |
| ---- | ---------------------------------- | -------------------------- | ------------------------- | ------------------------------------------- |
| 1995 | The Adventures of Hyperman         | Brittany Bright            | 1ª - 12 e 18              |                                             |
| 1996 | The Real Adventures of Jonny Quest | Mulher francesa/Julia/Lucy | 1ª - 12                   |                                             |
| 1996 | Aaahh!!! Real Monsters             | Cindy (adolescente)        | 3ª - 12                   |                                             |
| 1997 | Johnny Bravo                       | Bonnie/Tour Guide          | 1ª - 11                   | No episódio: Johnny Bravo Conhece Adam West |
| 1999 | Hey Arnold!                        | Maria                      | 1ª - 5 / 4ª - 5           |                                             |
| 2000 | Recess                             | Kristen Kurst              | 1ª - 1 / 2ª - 5 / 3ª - 16 |                                             |
| 2002 | Lloyd in Space                     | 3ª - 19                    |                           |                                             |
| 2004 | Kim Possible                       | Justine Flanner            | 2ª - 20                   | No episódio: The Full Monkey                |
| 2005 | Katbot                             | Paula                      | Episódios desconhecidos   |                                             |